# Toronto—Danforth (circonscription provinciale)
Circonscription électorale provinciale du Canada
Toronto—Danforth (auparavant Broadview—Greenwood) est une circonscription provinciale de l'Ontario représentée à l'Assemblée législative de l'Ontario depuis 1999.

## Géographie
La circonscription représente une partie du centre-ville de Toronto
Les circonscriptions limitrophes sont Beaches—East York, Don Valley-Est, Don Valley-Ouest, Spadina—Fort York, Toronto-Centre et University—Rosedale.

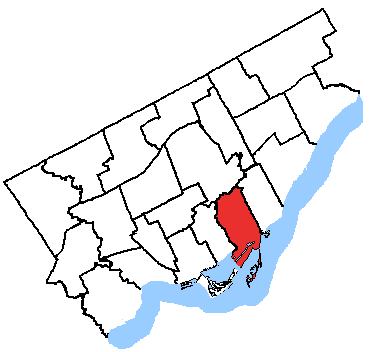
Toronto—Dantforth de 2003 à 2018

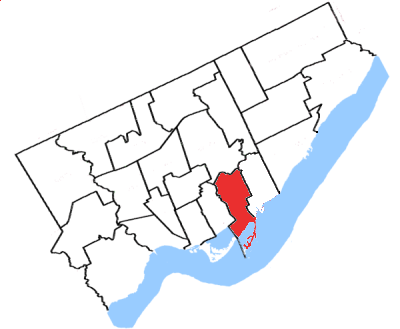
Toronto—Dantforth de 1996 à 2003

## Historique
| Législature                                                                          | Années       | Député       | Député          | Parti         |
| ------------------------------------------------------------------------------------ | ------------ | ------------ | --------------- | ------------- |
| Broadview—Greenwood Circonscription issue de Beaches—Woodbine, Riverdale et York-Est |              |              |                 |               |
| 37e                                                                                  | 1999-2003    |              | Marilyn Churley | Néo-démocrate |
| Toronto—Danforth                                                                     |              |              |                 |               |
| 38e                                                                                  | 2003-2005    |              | Marilyn Churley | Néo-démocrate |
| 38e                                                                                  | 2005-2007    | Peter Tabuns |                 | Néo-démocrate |
| 39e                                                                                  | 2007-2011    | Peter Tabuns |                 | Néo-démocrate |
| 40e                                                                                  | 2011-2014    | Peter Tabuns |                 | Néo-démocrate |
| 41e                                                                                  | 2014-2018    | Peter Tabuns |                 | Néo-démocrate |
| 42e                                                                                  | 2018–2022    | Peter Tabuns |                 | Néo-démocrate |
| 43e                                                                                  | 2022–Présent | Peter Tabuns |                 | Néo-démocrate |

## Circonscription fédérale
Depuis les élections provinciales ontariennes du 4 octobre 2007, l'ensemble des circonscriptions provinciales et des circonscriptions fédérales sont identiques.